# Henry Gray (Mediziner)

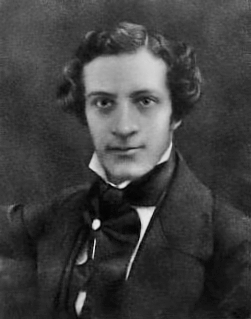
Henry Gray

Henry Gray (* wahrscheinlich 1827; † wahrscheinlich 12. Juni 1861 in London) war ein englischer Anatom, Chirurg und Autor.

## Leben
Gray schrieb sich 1845 als Student am St. George’s Hospital in London ein, wo er später als Demonstrator und Dozent für Anatomie tätig war. Noch als Student wurde er mit einem Preis des Royal College of Surgeons für seinen Aufsatz The Origin, Connexions and Distribution of nerves to the human eye and its appendages, illustrated by comparative dissections of the eye in other vertebrate animals ausgezeichnet. 1852 wurde er Mitglied der Royal Society.
Im Jahr 1858 wurde die erste Auflage von Gray’s Anatomy, mit mehr als 750 Seiten und mehr als 350 Illustrationen, veröffentlicht. Die Illustrationen wurden von Henry Vandyke Carter angefertigt und trugen maßgeblich zum Erfolg des Werkes bei. Das Buch entwickelte sich im Laufe der Jahrzehnte zu einem der bekanntesten Standardwerke der Medizin im englischsprachigen Raum.
Gray verstarb im Juni 1861 an den Pocken. Sein Grab befindet sich in London auf dem Highgate Cemetery.